# Colonial Heights
Colonial Heights (oficialmente, City of Colonial Heights) es una ciudad independiente del estado de Virginia, Estados Unidos. Según el censo de 2020, tiene una población de 18,170 habitantes.

## Geografía
Según la Oficina del Censo, la ciudad tiene un área total de 20.19 km², de la cual 19.48 km² es tierra y 0.71 km² es agua.

### Condados y ciudades independientes adyacentes
- Condado de Chesterfield (oeste, norte, sureste)
- Condado de Prince George (este)
- Petersburg (sur)
- Hopewell (Virginia) (norte)

## Atracciones históricas

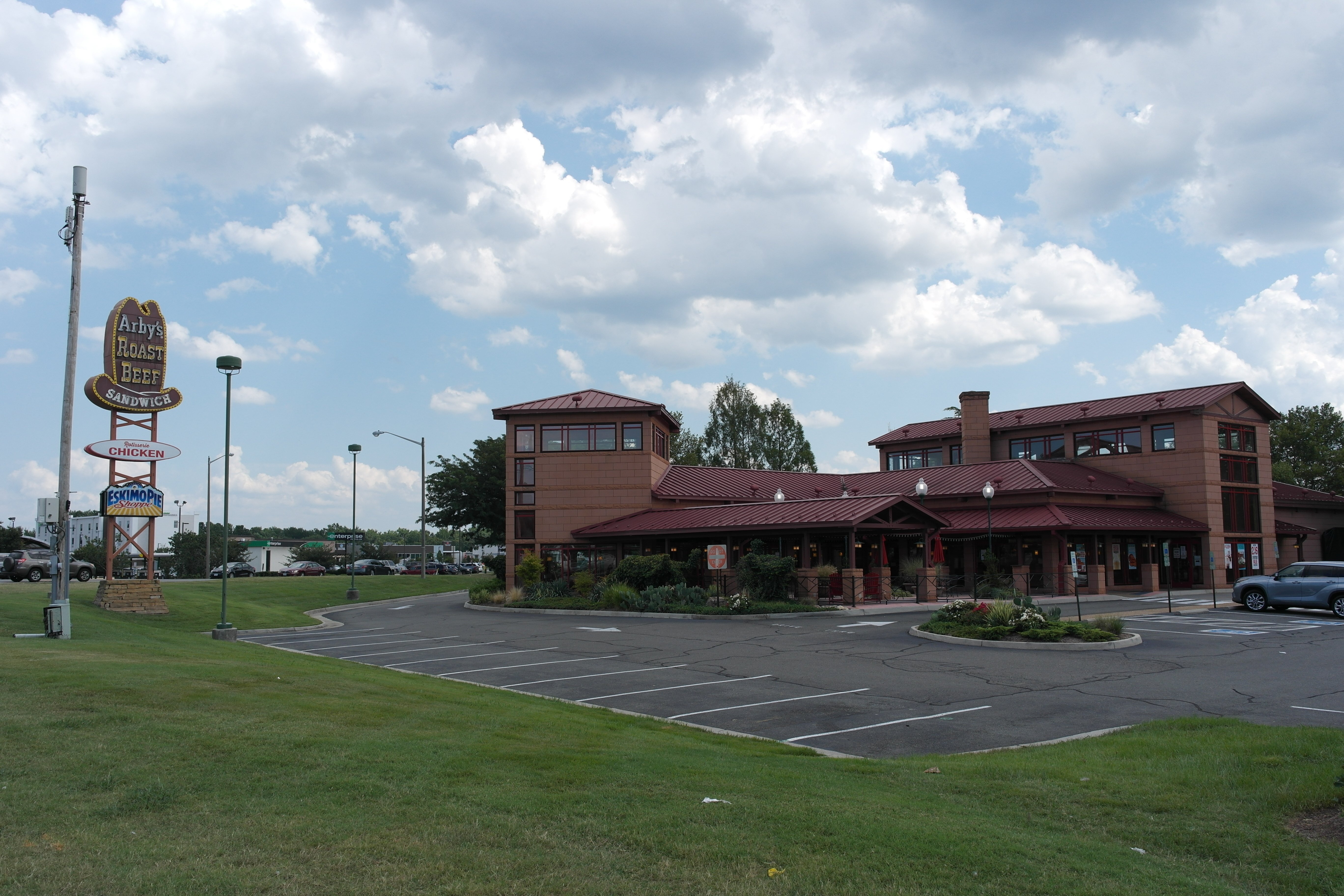
Vista del local más grande del mundo de la cadena Arby's

Tres atracciones de la zona con raíces históricas son el Violet Bank, el Swift Creek Mill y el local de la cadena Arby's más grande del mundo. También hay varios parques en el área.

## Economía
Según el Informe Financiero Anual Integral de 2014 de la Ciudad de Colonial Height, el principal empleador de la localidad es la cadena de supermercados Walmart, con 650 trabajadores contratados.

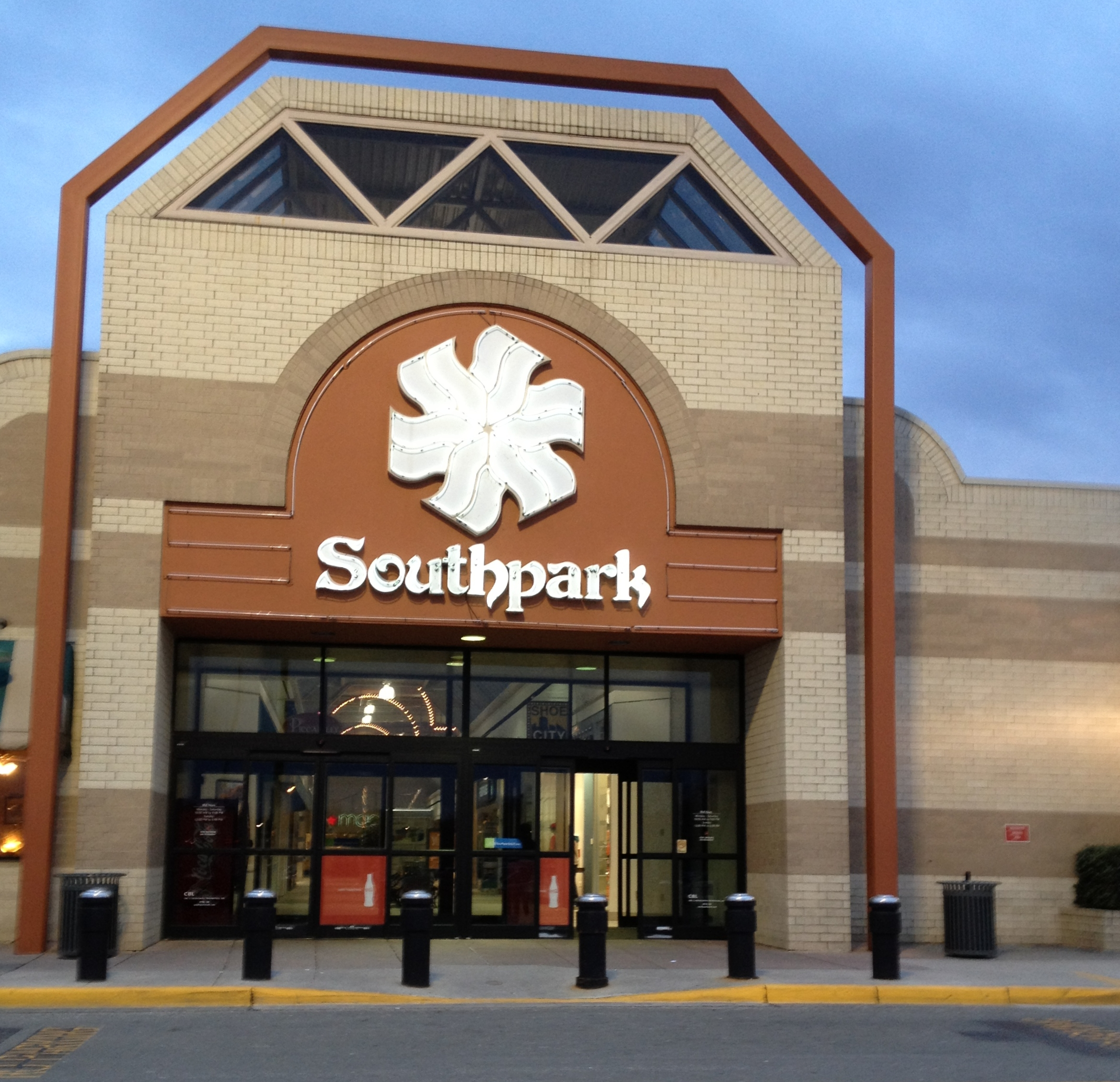
Southpark Mall

El Southpark Mall tiene 76 tiendas, incluyendo tiendas por departamentos como Macy's y H&M, así como cines de la cadena Regal. Tiene una superficie de 74,000 m².

## Demografía
Según la Oficina del Censo en 2000, los ingresos medios por hogar en la ciudad eran de $43,224 y los ingresos medios por familia eran de $51,806. Los hombres tenían unos ingresos medios de $37,794 frente a los $26,324 para las mujeres. La renta per cápita para el condado era de $23,659. Alrededor del 5.5% de la población estaban por debajo del umbral de pobreza.
De acuerdo con la estimación de la Oficina del Censo 2015-2019, los ingresos medios por hogar en la ciudad son de $54,550  y los ingresos medios por familia son de $73,441. La renta per cápita en los últimos doce meses, medida en dólares de 2019, es de $28,364. El 12.21% de la población está por debajo del umbral de pobreza.